# Rhizocarpon bolanderi
Rhizocarpon bolanderi är en lavart som först beskrevs av Edward Tuckerman, och fick sitt nu gällande namn av Herre. Rhizocarpon bolanderi ingår i släktet Rhizocarpon och familjen Rhizocarpaceae.   Inga underarter finns listade i Catalogue of Life.